# Chucrute
O chucrute (em alemão: Sauerkraut; do alsaciano: Sürkrüt, "couve azeda") é tradicionalmente uma conserva de repolho fermentado e um prato típico da culinária da Alemanha, que pode ser também com folhas de repolho firmes e outros vegetais em conjunto. O repolho é uma fonte natural de vitamina C. que através de fermentação, o chucrute aumenta o teor de vitaminas pela atividade das bactérias, que produzem também vitaminas do complexo B e enzimas. Um repolho fermentado/curtido em salmoura.

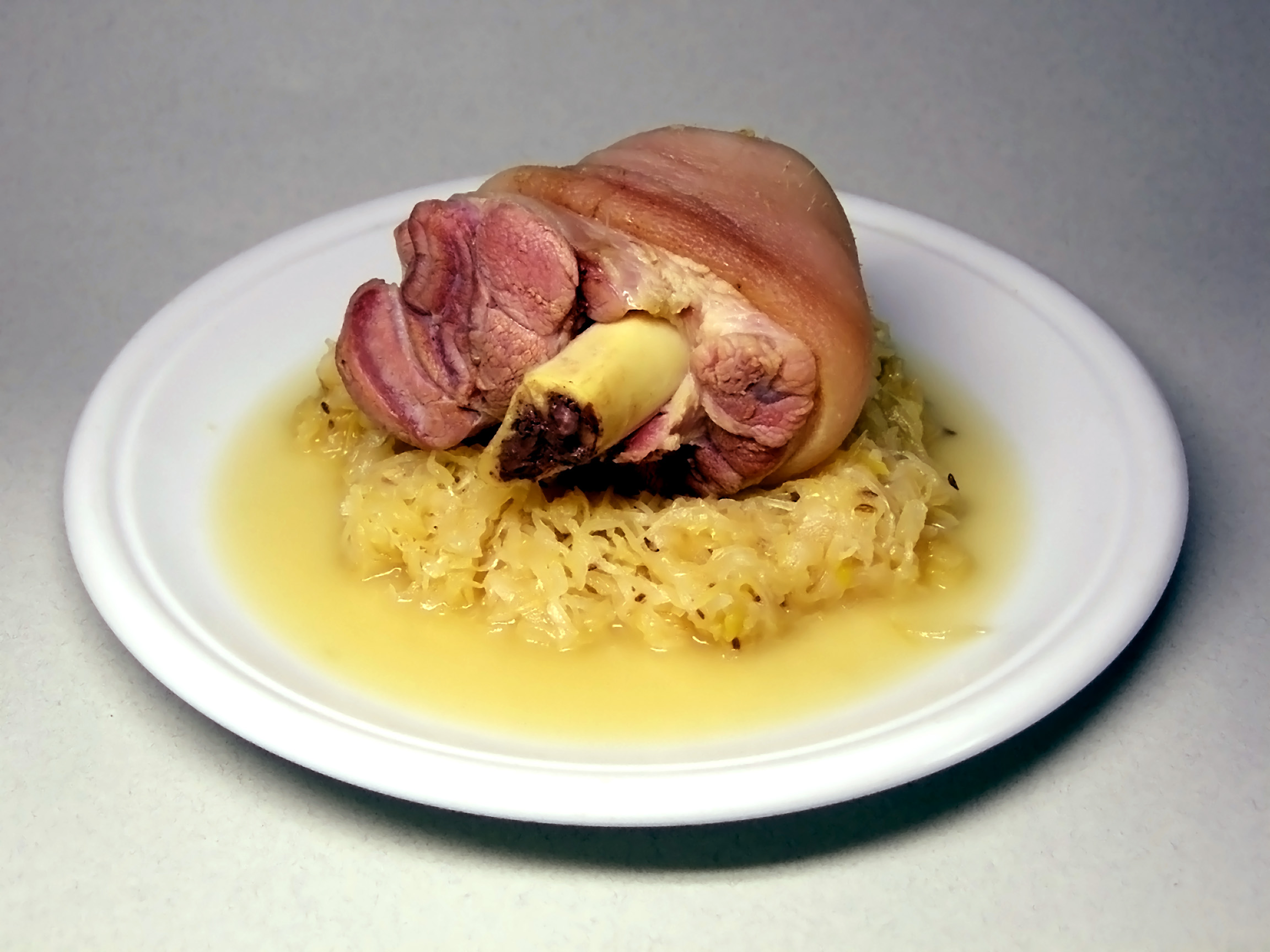
Chucrute servido com joelho de porco

Atualmente, essa culinária alemã é consumida mundialmente. Há diversas receitas para prepará-lo: a mais tradicional utiliza apenas repolho, água e sal; as mais elaboradas utilizando vinho branco, farinha de trigo, creme ácido (ou nata azeda), gengibre, cravo-da-índia e cominho ("Kümmel"). É feito em muitas regiões da Europa e dos Estados Unidos, por um processo simples, tanto em escala comercial como para uso caseiro.
Durante a Primeira Guerra Mundial, e depois também na Segunda Guerra Mundial, soldados alemães ganharam apelidos como chucrutes ou krauts referentes ao prato, originário de sua cultura.[carece de fontes?]

## Etimologia
O termo "chucrute" é um aportuguesamento do francês "choucroute", que tem origem no termo alemão "sauerkraut", mais especificamente no dialeto baixo-alemânico alsaciano "sürkrüt", ambos tendo o mesmo significado "couve azeda" ou "couve fermentada".

## História
Embora tradicionalmente ligado à cultura da Alemanha, o prato não teve origem na Alemanha. Alguns dizem que ele foi trazido à Europa pelo imperador mongol Gêngis Cã. Outros defendem que se originou na China e regiões adjacentes e foi trazido à Europa pelos tártaros, que teriam melhorado a receita original trocando a fermentação com vinho de arroz pela fermentação com sal. O prato teria se enraizado, então, na culinária da Europa Oriental e Europa Central, mas também em outros países como os Países Baixos, onde é conhecido como zuurkool, e na França, onde o nome se tornou choucroute. O nome alemão Sauerkraut significa, literalmente, "erva azeda" ou "repolho azedo".
Antes de o alimento congelado, a refrigeração e o transporte barato a partir de regiões mais quentes terem se tornado disponíveis nas Europas do norte, central e do leste, o chucrute, assim como outras comidas em conserva, era uma fonte de nutrientes durante o inverno. O capitão James Cook sempre mantinha um estoque de chucrute em suas viagens marítimas, pois a experiência lhe ensinara que o chucrute prevenia o escorbuto.[carece de fontes?]

## Preparação

### Remoção do centro e corte
As cabeças de repolho são previamente murchas em local com fluxo de ar adequado, para facilitar o corte. Somente repolhos considerados bons (firmes, sem partes estragadas, sadios) são deixados sob esta condição. Na hora do corte, as folhas de cima são removidas e no centro é feito um buraco com uma faca cônica. Depois, é cortado em tiras finas e levado para a fermentação.

### Salga
O tipo de fermentação que transforma o repolho em chucrute é a fermentação lática. Neste processo, deve ser utilizada grande quantidade de sal para evitar a degradação por micro-organismos indesejados e facilitar o desenvolvimento das bactérias de fermentação lática. O repolho deve ser pressionado no tanque onde estiver sendo salgado.

### Fermentação
Os principais micro-organismos que participam do processo são o Leuconostoc mesenteroides, o Lactobacillus brevis e o Lactobacillus plantarum, que são bactérias naturalmente presentes, embora não sejam os únicos micro-organismos na microflora dos vegetais frescos. As condições existentes permitem um rápido crescimento dos micro-organismos com produção de gás inicial. Forma-se uma salmoura de suco de repolho misturada ao sal. A temperatura ideal para a fermentação é de 18 °C ou de 18 a 20 °C e deve ser realizado controle de ar, pois as bactérias láticas são microaerófilas. Ao fim da fermentação, os tanques são vedados e, posteriormente, levados para serem enlatados.[carece de fontes?]

## Efeitos na saúde

### Benefícios
- É uma grande fonte de vitaminas C e K;[8] o processo de fermentação aumenta a biodisponibilidade dos nutrientes, tornando o chucrute ainda mais nutritivo que o repolho original.[9] Ainda é pobre em calorias e rico em cálcio e magnésio, e é uma grande fonte de fibra dietética, ácido fólico, ferro, potássio, cobre e manganês.[8]
- Se não pasteurizado e não cozido, o chucrute contém, ainda, Lactobacillus vivos e micróbios benéficos e é rico em enzimas. Fibra e probióticos auxiliam a digestão e a formação de uma microbiota intestinal saudável, protegendo de muitas doenças do trato digestivo.[9]
- Durante a Guerra de Secessão, o médico John Jay Terrel (1829–1922)[10][11] conseguiu reduzir significativamente a taxa de morte dos prisioneiros de guerra alimentando-os com chucrute cru.[12]
- o chucrute e seu suco são considerados remédios caseiros contra aftas. O tratamento consiste em enxaguar a boca com o suco por trinta segundos várias vezes ao dia, ou colocar um chumaço de chucrute na área afetada durante um minuto antes de mastigar e engolir o chucrute.[13]
- Em 2002, o Jornal de Química Alimentar e Agrícola anunciou que pesquisadores finlandeses haviam descoberto que isotiocianatos produzidos na fermentação do chucrute inibem o crescimento de células cancerosas em testes com animais e tubos de ensaio.[14] Um estudo polonês de 2010 concluiu que "indução das enzimas desintoxicantes chaves pelo suco do repolho, particularmente do chucrute, pode ser responsável por sua atividade quimiopreventiva demonstrada por estudos epidemiológicos e modelos animais".[15][16][17][18][19][20][21][22]
- O chucrute é rico nos antioxidantes luteína e zeaxantina, ambos associados à preservação da saúde ocular.[23]

### Desvantagens
- Consumo excessivo de chucrute pode levar a inchaço e flatulência devido ao trissacarídeo rafinose, que o intestino delgado humano não consegue decompor.[24]

## Importância na história da ciência
Um dos primeiros cientistas envolvidos na identificação da biologia e função das repetições palindrômicas curtas agrupadas e regularmente interespaçadas, Philippe Horvath, focou na genética de bactérias de ácido lático usadas na produção de chucrute.

## Variedades regionais
Na culinária da Bielorrússia, Polônia, países bálticos e Ucrânia, o repolho cortado é sempre conservado junto com cenoura desfiada. Outros ingredientes incluídos podem ser maçãs inteiras ou cortadas em quartos para dar sabor adicional, ou oxicoco para dar sabor e ajudar a conservar (o ácido benzoico do oxicoco é um conservante de alimentos). Pimentões e beterrabas são adicionados em algumas receitas para dar cor. A resultante salada de chucrute é, tipicamente, servida fria, como zakuski (aperitivo) ou acompanhamento. Também existe uma versão caseira e suave de chucrute em que repolho claro é conservado com sal em geladeira por entre apenas três e sete dias. Isso resulta em uma produção muito pequena de ácido lático. Na Rússia, dupla fermentação é algumas vezes usada, sendo que a primeira etapa produz um produto excepcionalmente azedo, que é corrigido pela adição de mais entre trinta e cinquenta por cento de repolho fresco, fermentado-se novamente a mistura. Os aditivos de sabor como maçã, oxicoco, beterraba e, algumas vezes, melancia, são introduzidos nesta etapa.
O chucrute pode ser usado como recheio do pierogi polonês, do varenyky ucraniano e do pirogi e pirozhki russos. Também é o ingrediente principal em tradicionais sopas, como o xi (um prato nacional da Rússia), kwaśnica (Polônia), kapustnica (Eslováquia) e zelňačka (República Tcheca). Também é ingrediente do bigos polonês.
Na Alemanha, chucrute cozido sempre é condimentado com bagas de zimbro ou sementes de cominho; maçãs e vinho branco são adicionados em variações populares. Tradicionalmente, é servido quente, com carne de porco (por exemplo, eisbein, schweinshaxe, kasseler) ou salsicha (fritas ou defumadas, Frankfurter Würstchen, Wiener, morcela), acompanhado tipicamente com batatas ao vapor ou bolinhos de massa (Knödel ou Schupfnudel). Receitas similares são comuns em outras culinárias da Europa Central. O prato nacional da República Tcheca vepřo knedlo zelo consiste em porco assado com knedliky e chucrute.
Na França, chucrute é o ingrediente principal do prato da Alsácia choucroute garnie (traduzido literalmente da língua francesa, "chucrute vestido"), chucrute com salsichas (salsichas de Estrasburgo, salsicha de Morteau, ou salsichas de Montbéliard), charcutaria (toucinho, presunto etc.) e, sempre, batatas.
Chucrute, junto com carne de porco, é consumido tradicionalmente na Pensilvânia no dia de ano-novo. A tradição, iniciada pelos colonos alemães da Pensilvânia, visa a trazer boa sorte para o ano que inicia. O chucrute também é usado na culinária dos Estados Unidos como condimento para vários pratos, como sanduíches e cachorro-quente. Em Maryland, particularmente em Baltimore e no litoral leste, o chucrute costuma ser o acompanhamento do peru do dia de Ação de Graças.

### No Brasil
O chucrute é consumido no Brasil principalmente na região sul, onde se encontram as maiores concentrações de descendentes de alemães. Na cidade do Blumenau, é comumente servido com vários tipos de salsicha e linguiça, bem como em receitas com carne de porco, como as tradicionais Eisbein mit Sauerkraut e Kassler mit Sauerkraut, e servido comumente como prato típico na Oktoberfest.[carece de fontes?]
No estado de Santa Catarina, o chucrute representa interação entre gerações, sendo a receita feita normalmente com a parceria entre avós e netas. Para a realização dessa prática, há um vasilhame específico para que ocorra a proporção exata entre o repolho e o sal, bem como um local para o repouso; há também a utilização de uma pedra em específico para a prensa, sem ter uma média exata de quantidade dos ingredientes e nem do peso da pedra para a prensa. Se um dos instrumentos utilizados quebrar, for perdido ou algo do gênero, esse deverá ser substituído por outro semelhante para que o processo ocorra de maneira correta.
Em alguns lugares no Brasil, o chucrute é confundido com um prato polonês chamado Golabki (em polonês, Gołąbki), em que carne com arroz é enrolada em folhas de repolho. Esta preparação é servida com o nome de chucrute em alguns restaurantes brasileiros.[carece de fontes?]